# Sullivan County, Tennessee
Sullivan County är ett administrativt område i delstaten Tennessee, USA, med 156 823 invånare. Den administrativa huvudorten (county seat) är Blountville. 

## Geografi
Enligt United States Census Bureau så har countyt en total area på 1 114 km². 1 070 km² av den arean är land och 44 km² är vatten. 

### Angränsande countyn
- Washington County, Virginia & Bristol, Virginia - nordost
- Johnson County - öst
- Carter County - sydost
- Washington County - sydväst
- Hawkins County - väst
- Scott County, Virginia - nordväst